# Фердинанд Миланов
Фердинанд Миланов е участник в съпротивително движение в България по време на Втората световна война, ятак и секретар на организацията на комунистическата партия в родното си село Генерал Николаево.

## Биография
Фердинанд Николов Миланов е роден на 30 март 1904 г. в Калъчлии (днес кв. Генерал Николаево на град Раковски). През 1931 г. става член на РМС, а през 1934 г. на БКП. През 1935 г. участва в конференцията на Трети пловдивски партиен район, проведена в село Стряма, като представител на партийната организация от родното си село. През 1935 г. след предателство, минава в нелегалност и се укрива в продължение на една година. През 1936 г. по решение на Партията се предава и три години изкарва в Пловдивския затвор, а след това и в Сливенския затвор.
След помилване през 1939 г. се връща в родното си село и отново се включва в дейността на тамошната партийна организация като неин секретар. През периода 1941-1944 участва в революционното движение като ятак и помагач. За тази негова дейност през пролетта на 1944 г. е арестуван и откаран на летище „Граф Игнатиево“.
На 1 юни 1944 г. заедно с група ятаци, е разстрелян без съд в местността Студенец в Родопите на около 37 км югозападно от Пловдив.
По-късно останки от телата на ятаците са намерени в общ гроб, пренесени и вградени в паметник, изграден на площада в село Генерал Николаево. През 1980те те са пренесени и вградени в основите на паметника на Йорданка Николова, изграден в градинката до сградата на общината.
От 1963 г. киносалонът в селото носи неговото име. На 2 юни 1985 г. в градинката до автогарата е открит паметник в негова чест. По време на управлението на кмета Петър Карпаров (след 1991 г.), паметникът е премахнат и не е известна съдбата му.
Иван Лачев - дългогодишен кмет на град Раковски е негов племенник.
- Старият партизански паметник на площада в Генерал Николаево
- Паметник на Фердинанд Миланов в градинката до автогарата